# Compagnie des tramways électriques de la Côte d'Azur
La Compagnie des tramways électriques de la Côte d'Azur (TCA)  est créée a Cannes en 1909 pour exploiter un tramway entre Cannes et Grasse avec embranchement de Mouans-Sartoux à La Valbonne.
L'exploitation cesse le 22 novembre 1923, à la suite de la faillite de la compagnie T.C.A . Elle est reprise le 10 mars 1924 par la compagnie des tramways de Cannes (CTC), jusqu'au 1er octobre 1926, puis cesse définitivement.

## Les lignes
- Cannes - Mouans-Sartoux -  Grasse[2] ouverture 1915
- Mouans-Sartoux - Valbonne, ligne inachevée, jamais mis en service

## Matériel roulant
- 6 automotrices à 2 essieux, accès par plate forme centrale.